# Frederico Moccia
Federico Moccia (nascido dia 20 de Julho de 1963) é um escritor, roteirista e realizador italiano. É filho de Giuseppe Moccia, também  roteirista e realizador.
Depois do bem sucedido livro e filme "Ho voglia di te", foi criada a tradição de colocar cadeados pelos namorados na Ponte Mílvia en Roma.